# Formato XXL
Formato XXL è un singolo della rapper e cantautrice italiana BigMama, pubblicato il 9 dicembre 2020.

## Descrizione
Il brano, scritto dalla stessa cantautrice, è prodotto da Arturo Fratini, in arte Lester Nowhere.

## Video musicale
Il video musicale, diretto da Labzero e girato ad Avellino, è stato pubblicato in concomitanza all'uscita del brano attraverso il canale YouTube della Real Talk.

## Tracce
Testi di Marianna Mammone, musiche di Arturo Fratini.
1. Formato XXL – 2:35